# Iszejewka
Iszejewka (ros. Ишеевка) – osiedle typu miejskiego w Rosji, w obwodzie uljanowskim, ośrodek administracyjny rejonu uljanowskiego. W 2010 liczyło 10 383 mieszkańców.